# Клаус Шультен
Клаус Шультен (нім. Klaus Schulten; 12 січня 1947 — 31 жовтня 2016) — німецько-американський біофізик. Використовував суперобчислювальні методи для застосування теоретичної фізики в галузі біомедицини та біоінженерії та динамічного моделювання живих систем. Його робота зробила можливим динамічне моделювання діяльності тисяч білків, що працюють разом на високомолекулярному рівні. За допомогою софту для обчислювальної структурної біології Шультен зробив ряд значущих відкриттів. Пакет молекулярної динаміки NAMD та програмне забезпечення для візуалізації VMD використовують щонайменше 300 000 дослідників у всьому світі. Шультен був членом Американського фізичного товариства.

## Життєпис
Шультен навчався в Мюнстерському університеті. Здобув ступінь доктора хімічної фізики у Мартіна Карплуса в Гарвардському університеті в 1974 р. Захистив дисертацію на тему електронних механізмів у зорових пігментах. Згодом на її основі розробив модель можливого збудження білків криптохрому  в фоторецепторах в сітківці ока.

### 1974—1980
З 1974 він був керівником групи Альберта Веллера в Інституті біофізичної хімії Макса Планка до 1980 року. Займався вивченням реакцій перенесення електронів у фотосинтезі (швидкими триплетами, збудженими станами молекул з парою електронів з паралельними спінами) і показав, що магнітні поля можуть впливати на біологічно відповідні реакції. Шультен досліджував подібне припущення щодо магніторецепції — навігації птахів у магнітному полі Землі.

### 1980—1988
З 1980 року Шультен професор теоретичної фізики в Мюнхенському технічному університеті. Там він вперше спробував моделювати реакції фотосинтезу, але незабаром зрозумів, що для цього необхідні високопродуктивні комп'ютери. Разом зі студентами Шультен побудував паралельний комп'ютер (перетворювач із 60 вузлами, що називається Т 60) спеціально для моделювання молекулярної динаміки. Шультен використовував міждисциплінарні дослідження Мартін Карплус, що охоплювали такі розділи науки, як фізична хімія, ЯМР-спектроскопія, хімічна кінетика, квантова хімія і насамперед метод класичної молекулярної динаміки щодо моделювання біологічних макромолекула. Крім цього Карплус проводив різні дослідження спін-спінової взаємодії та ЕПР. На честь Карплуса названо рівняння, що описує кореляцію між константою взаємодії та двогранним кутом в ЯМР-спектроскопії білків.
Нині Карплус займається дослідженнями властивостей молекул біологічних об'єктів. Його група займається розробкою програми CHARMM, пов'язаної з методом класичної молекулярної динаміки, розробленою в Гарварді. Схожа за назвою мова програмування Charm++ була створена в Іллінойсі.

### 1988—2000
1988 року він став професором університеті Іллінойсу в Урбан-Шампейн, а з 1989 року працював в інституті Бекмана, де заснував теоретичну та обчислювальну групу біофізики. Співпрацював разом з програмістами Робертом Скілом і Лакшмікант В. Кале.
За допомогою цього програмного забезпечення NAMD та VMD вчений змоделював частину (LH2, сімейство білків фотосинтетичного реакційного центру) фотосинтетичного реакційного центру бактерії Rhodospirillium На додаток до її спектроскопічних властивостей, вчені досліджували реакції передачі енергії при фотосинтетичному збиранні світла.
У 2006 році з'явилася модель ікосаедричного вірусу супутника тютюнової мозаїки (STMV). Вперше було створено повну модель, яка вимагала ресурсів Національного центру суперкомп'ютерних додатків в Урбані (розмір: 1 млн атомів, час моделювання: 50 нс, програма: NAMD). Моделювання забезпечило нове уявлення про механізми збірки вірусу. Вся частинка STMV складається з 60 однакових копій одного білка, з яких складається капсиди (оболонки), і 1063 нуклеотидного одноланцюгового РНК геному. Одним із ключових висновків те, що капсид дуже нестабільний, коли всередині немає РНК, тобто вірус, який виглядає симетрично на нерухомих зображеннях, насправді імпульсує та асиметричний. Капсида залежить від генетичного матеріалу в РНК-ядрі частинки та руйнується без нього. Це засвідчило, що перш ніж вірус зможе побудувати свою оболонку при розмноженні, повинен бути присутнім генетичний матеріал.
У 2013 році змоделював капсид ВІЛ (з 64 мільйонів атомів) за допомогою суперкомп'ютера Blue Waters [Архівовано 26 Січня 2021 у Wayback Machine.].
У 2015 році з'явилась модель світловідбивальної клітини хроматофор пурпурової фотосинтезувальної бактерії Purpurbakterie (близько 100 мільйонів атомів) за допомогою суперкомп'ютера Титан в Національній лабораторії Oak Ridge. У моделюванні процесів перетворення сонячного світла в хімічну енергію брали участь 100 мільйонів атомів, 16000 ліпідів і 101 білок, хоча вміст крихітної органели займає лише один відсоток від загального обсягу клітини.
Шультен планував більш масштабні моделювання на суперкомп'ютері SUMMIT.
Він також розглядав нейронні мережі з програмами для побудови мозку.

## Премії
- 1981 — премія Нернста
- 2004 — наукова премія імені Гумбольдта
- 2012 — премія Сіднея Фернбаха[en][6]
- 2013 — відзнака за особливу службу Біофізичного товариства, лектором якого він був у 2015 році[12].